# Cathia Caro
Cathia Caro (* 17. Dezember 1943 in Rouen, Frankreich) ist eine französische Schauspielerin, die in einer Reihe von meist italienischen Filmen der 1950er und 1960er Jahre auftrat.

## Karriere
Cathia Caro begann ihre Karriere als Schauspielerin im Jahr 1957 mit einer Rolle in dem Film Isabelle hat Angst vor Männern. Im Jahr darauf folgte ihr heute bekanntester Film, Des Königs bester Mann, in welchem sie auch eine wichtigere Rolle übernahm. Es folgten nun Auftritte in Filmen wie Leben und lieben lassen, ebenfalls aus dem Jahr 1958, oder Wilder Sommer aus dem Jahr 1959 an der Seite von Jacqueline Sassard. Danach trat sie nur noch in wenigen Filmen auf wie zum Beispiel Von mir aus auch mit Liebe aus dem Jahr 1960. Schließlich beendete sie ihre Schauspielkarriere im Jahr 1961, nachdem sie noch in dem Film Maciste besiegt die Feuerteufel aufgetreten war. Sie hat in etwas mehr als 10 Filmen im Laufe ihrer Karriere eine Rolle übernommen.
Im Abspann einiger ihrer Filme wie etwa Die halbstarken Eltern aus dem Jahr 1960 wurde ihr Name auf Catia Caro oder Katia Caro verkürzt.
Im Februar 1962 war sie in der Playboy-Ausgabe The Girls of Rome auf Seite 91 zu sehen.

## Filmografie
- 1957: Isabelle hat Angst vor Männern (Isabelle a peur des hommes)
- 1958: Des Königs bester Mann (La Tour, prends garde!)
- 1958: Leben und lieben lassen (Un drôle del dimanche)
- 1958: Reflets de Cannes (Fernsehserie, 1 Folge)
- 1958: Trente-Six Chandelles (Fernsehserie, 1 Folge)
- 1959: Il padrone delle ferriere
- 1959: Il tartassati
- 1959: Wenn die Tiefstrahler verlöschen (Un uomo facile)
- 1959: Arrangiatevi
- 1959: Wilder Sommer (Estate violenta)
- 1959: Simpatico mascalzone
- 1960: Die halbstarken Eltern (Padres modernos)
- 1960: Von mir aus auch mit Liebe (Il Principe Fusto)
- 1960: Das Schwert des roten Giganten (I giganti della Tessaglia)
- 1961: Maciste besiegt die Feuerteufel (Il trionfo di Maciste)